# Cometera
Cometera là một chi bướm đêm thuộc họ Noctuidae.